# Euphrosyne Löf

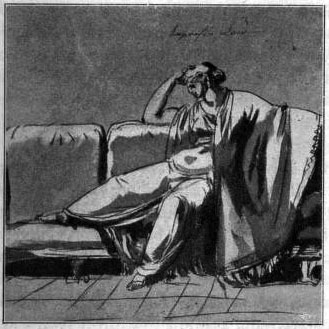
039-Eufrosyne Löf-Svenska teatern 2

Euphrosyne Löf (egentligen Euphrosina), född 1772 i Stockholm, död där den 1 juli 1828, var en svensk balettdansös och skådespelare. Hon var mätress åt prins Fredrik Adolf mellan 1795 och 1800. Hon var aktiv på Dramaten 1790–1796.

## Biografi
Euphrosyne Löf var dotter till Johan Gottfrid Löf, som var löpare, munskänk och slutligen taffeltäckare vid hovet, och Catharina Charlotta Stålhammar (egentligen Stålhand). Familjen var fattig och bodde på Kindstugatan, och de åtta döttrarna blev under namnet "flickorna Löven" kända som tillhörande "den finare stockholmska demimonden", det vill säga lyxprostituerade Hennes syster Fredrica Löf var stjärna på Dramaten.

### Scenkarriär
Euphrosyne Löf var engagerad som skådespelerska vid Dramaten, och som dansös i Kungliga Baletten på Operan. Hon debuterade på Dramaten den 1 november 1790 som Märta Baner i "Gustaf Adolfs ädelmod". Debuten var lyckad och hon kontrakterades 1791 på Dramaten, där hon fick en kort men uppmärksammad karriär. Löf spelade i Gustav III:s pjäser, och hon spelade förutom Märta Banér även Ebba Brahe i Gustav Adolf och Ebba Brahe (1794), och även i Iphigenie. Euphrosyne Löf ska ha uppmärksammats främst för sin skönhet och vackra kropp och fick ofta göra så kallade Byxroller.  År 1794 spelade hon tillsammans med Inga Åberg de två manliga huvudrollerna August och Teodor i Olof Kexéls översättning av "De två kammartjänarna" av Dezéde och Mantauffeld, som först hade premiär på Drottningholm, där de båda gjorde stor succé.  Hon räknades dock aldrig till de berömda bland scenkonstnärerna, och gavs sällan några huvudroller. Hon avslutade sin scenkarriär 1796.

### Mätress
Euphrosyne Löf hade 1793 en förbindelse med hertig Karl och fick som betalning 1 500 rdr av operamedlen, officiellt för att ha varit Gustav III:s mätress.  Hon omtalades i politiska sammanhang. Då siden och kaffe förbjöds år 1793 sade opinionen i Stockholm: "I Stockholm sades öfverljudt, att så länge mamsellerna Löf och Slottsberg (hertigens maitresser) buro siden och all slags grannlåt, borde sådant ej vara förbjudet". Löf troddes av allmänheten ha inflytande på kaffeförbudet, och då ståthållaren De Besche tilläts sälja en majorsindelning till kronan med förtjänst, något som ogillades i vida kretsar, ansåg man det som en gentjänst för att De Besche presenterat hertig Karl för Löf. 
År 1795 blev Löf mätress till prins Fredrik Adolf efter att dennes förhållande med Sophie Hagman tagit slut, och var hans värdinna på Tullgarns slott. Fredrik Adolf avslutade förhållandet genom att lämna henne kvar då han reste utomlands år 1800, enligt uppgift för att hon hade haft andra förbindelser, däribland med Édouard du Puy.  Hon hade då försäkrat sig om en pension.
Euphrosyne Löf ska sedan fram till sin död ha levt ett bekvämt och ekonomiskt bekymmersfritt liv, och på 1820-talet fortfarande visat sig i dyrbara kläder i Stockholm. Som arvingar var hennes systrar Lovisa, friherrinna von Stedingk; "mademoiselle Sara" i Ryssland och "mademoiselle Sophia" i Södertälje upptagna, men trots det övertogs kvarlåtenskapen av kronouppbördskommissarie Carl Wilhelm Broberg.